# 18877 Stevendodds
18877 Stevendodds (1999 XP7) là một tiểu hành tinh vành đai chính được phát hiện ngày 4 tháng 12 năm 1999 bởi C. W. Juels ở Fountain Hills.